# 弗蘭德斯 (托利馬省)
弗蘭德斯是哥倫比亞的城鎮，位於該國西部，由托利馬省負責管轄，始建於1875年，面積95平方公里，海拔高度285米，主要經濟活動是旅遊業，2005年人口27,943。
4°17′N 74°48′W / 4.283°N 74.800°W